# Georychus capensis
La rata topo del Cabo (Georychus capensis) es una especie de roedor de la familia Bathyergidae, la única en su género.

## Distribución geográfica
Se encuentra en el suroeste y sur del Cabo de Buena Esperanza en Sudáfrica.